# Битва при Верине
Битва при Верине произошла 7 марта 1809 года между французским имперскими войскам маршала Жана де Дьё Сульта и португальским войскам генерала Бернардима Фрейре де Андраде в ущелье возле города Верина, в Галисии, Испания. Это была одна из битв Пиренейской войны (являющейся частью Наполеоновских войн), которая произошла во время второго французского вторжения в Португалию. Португальские войска потерпели поражение и были вынуждены покинуть Верин.

## Предыстория
Император Наполеон поручил маршалу Сульту командовать левым центром французской португальской армии. Едва прибыв в Испанию, 10 ноября 1808 года маршал одержал победу в битве при Бургосе, захватив этот город и Сантандер, разгромил испанскую армию под Рейносой и после преследования настиг английскую армию в Ла-Корунье, устроив кровавое сражение, в котором убит главнокомандующий сэр Джон Мур. Он заставил остатки английской армии спешно эвакуироваться, потеряв 6 тыс. человек пленными; захватил Ла-Корунью и Ферроль, а также огромное количество припасов.
Получив информацию о продвижении маршала Сульта, маркиз де ла Романа начал занимать высоты Орсуны под Монтерреем, имея под своим командованием около 25 тыс. человек, состоящих из войск, прошедших реорганизацию в Леоне, и новобранцев, которых он только что набрал в Галисии. 5 марта маршал Сульт подошёл к Монтеррею, изучил позицию и немедленно отдал приказ атаковать, что вызвало смятение в испанских войсках, которые бежали в полном беспорядке. В конце битвы за Монтеррей французы захватили высоту Орсуны, а также 10 пушек и большое количество боеприпасов.
Победив войска маркиза де ла Романа и более не опасаясь испанского или английского сопротивления, французские войска маршала Сульта продолжили своё наступление из Галисии в Португалию.

## Битва

### Силы сторон
Французский армейский корпус, состоявший из опытных солдат и офицеров, насчитывал 22 тыс. человек, в том числе 3 тыс. кавалеристов. Многие из них участвовали в походах в Германию и Польшу и сражениях при Аустерлице, Йене, Гейльсберге и Фридланде. Они были полностью уверены в опыте и таланте Сульта.
Напротив, португальская армия, наскоро восстановленная генералом Бернардимом Фрейре де Андраде и администратором Мигелем Перейрой Форьязом на обломках португальской армии, расформированной и разоружённой генералом Жюно в январе 1808 года в ходе первого французского вторжения, состояла из нескольких тысяч новобранцев-добровольцев, вооружённых самодельным огнестрельным оружием и устаревшими артиллерийскими орудиями. В целом португальские солдаты были смелые и решительные, но неопытные и неуправляемые. Из-за того, что часть офицеров бежала (в частности, в Бразилию), а часть была насильно рекрутирована в Португальский легион французской армии, португальская армия испытывала сильный недостаток квалифицированных руководящих кадров.

### Англо-португальская тактика
Генерал Фрейре де Андраде, отвечавший за оборону северной части португальской территории, договорился с португальским генеральным штабом и с англичанами не вести себя безрассудно и медленно отходить перед наступлением войск Сульта, пока, объединившись с другим армейским корпусом, который отвечал за прикрытие Порту, он не сможет попытаться остановить продвижение французской армии.
Эта осторожная стратегия, продиктованная диспропорцией сил, предусматривала, что португальцы позволят французским войскам войти на свою территорию, которую они знали намного лучше противника, а затем будут утомлять их на протяжении всего марша отдельными щармицелями (стычками) и противостоять в укреплённых и защищённых артиллерией городах.

### Поле битвы
Авангард португальской армии под командованием генерала Бернардима Фрейре де Андраде занимал стратегические пункты вдоль португальско-испанской границы, в том числе в Галисии. На следующий день после битвы при Монтеррее войска Сульта прибыли в небольшой городок Верин, после которого дорога через ущелье шла к границе португальской провинции Траз-уш-Монтиш.
Ущелье, зажатое справа и слева между двумя горными хребтами, оборонялось группой из 4 тыс. португальских солдат, занявших господствующие высоты. Французским солдатам 17-го лёгкого пехотного полка было приказано атаковать португальские позиции и изгнать противника.

### Прохождение ущелья Верин и взятие Вильярело
После получасового боя португальская артиллерия была захвачена. Изгнанные со своих позиций португальцы отошли в беспорядке. Пятьдесят драгунов 19-го полка, следовавшие за вольтижёрами 17-го, бросились в погоню и преследовали бегущих солдат до Сан-Сириано (San-Cyriano). 7 марта французская армия прошла ущелье без каких-либо проблем и вышла на равнину, где находится Сан-Киприано (San-Cypriano). Французы остановились неподалёку от Вильярело (Villarelo), на границе с Португалией.
Французский авангард приблизился к Вильярело, занятому большим количеством португальских войск, и был встречен несколькими ядрами из пушек, которые были наспех установлены на скалах. Однако, уже зная о поражении 4-тысячного авангарда, защищавшего ущелье, остальные войска в городе были готовы покинуть город. Для этого оказалось достаточно одного батальона французских драгунов.

## Итог
Пройдя ущелье у Верина и захватив Вильярело, Сульт дождался там подхода своих основных войск и начал готовиться войти в португальскую провинцию Траз-уш-Монтиш. Победа французов при Верине открыла французам дорогу в Фесес-де-Абайшу в Галисии и Шавиш в Португалии. 10 марта французский авангард возобновил наступление.
Несмотря на все призывы к благоразумию, португальские солдаты, разгромленные, неопытные и неконтролируемые, тем не менее горели желанием сражаться с французами. Напряженность, накопившаяся во время битвы у Верина, а затем во время битвы при Фесес-де-Абайшу, привела к мятежу дивизии генерала Сильвейры, осаде Шавиша и к линчеванию генерал-лейтенанта Фрейре де Андраде в Браге 17 марта 1809 года, что способствовало победе французов в битве при Браге.